# Kundar (vattendrag)
Kundar (persiska: کندار) är ett vattendrag på gränsen mellan Afghanistan och Pakistan. Det mynnar som högerbiflod i Gumal, som i sin tur är en biflod till Indus.